# Karl-Heinrich Kluge
Karl-Heinrich Kluge (* 19. Dezember 1915 in Gelsenkirchen; † 28. Oktober 2005 in Zingst) war ein Maler und Grafiker.

## Leben
Karl-Heinrich Kluge wurde 1915 in Gelsenkirchen geboren. Mit 20 Jahren bildete er sich autodidaktisch zum Maler weiter. Nach dem Aufenthalt 1935/36 in München, um dort die „alten Meister“ zu studieren, begab er sich 1939 mit Pferd und Zelt auf eine Reise nach Island und verbrachte dort einen eindrucksvollen Sommer. Das dort Erlebte prägte ihn sein ganzes weiteres Leben und schlug sich in vielen seiner Werke nieder.
1947 wurde Zingst die Wahlheimat des Malers. 1955 forderte er federführend, mit einer Gruppe einheimischer Naturfreunde und der Ortsgruppe Zingst des Deutschen Kulturbundes, die Errichtung eines »Deutschen Nationalparks an der Ostseeküste«. Die Initiative fand jedoch keine Resonanz auf höherer Ebene.
Seit 1955 war K.-H. Kluge freischaffender Maler und stellte regelmäßig aus.

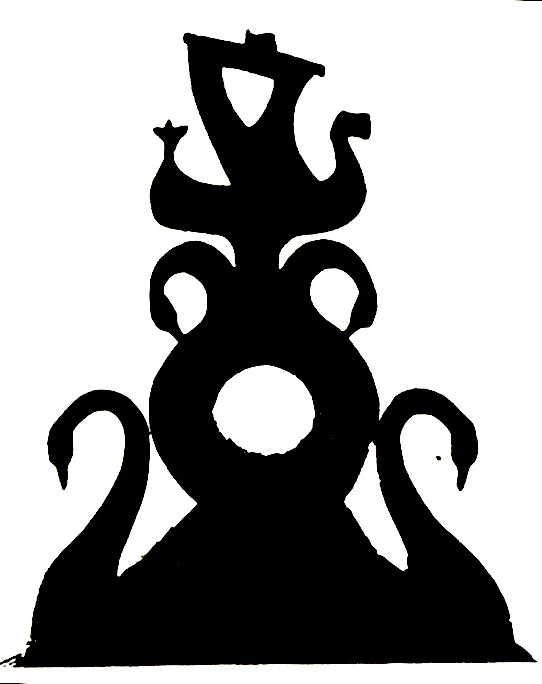
Giebelzeichen des „Blockhauses am Strom“

## Werke
Viele Werke von K.-H. Kluge zeigen die Natur, oft in Verbindung mit Wasser. Unter anderem sind Bilder in Norwegen, auf Island, an der Ostsee und auf Korsika entstanden.

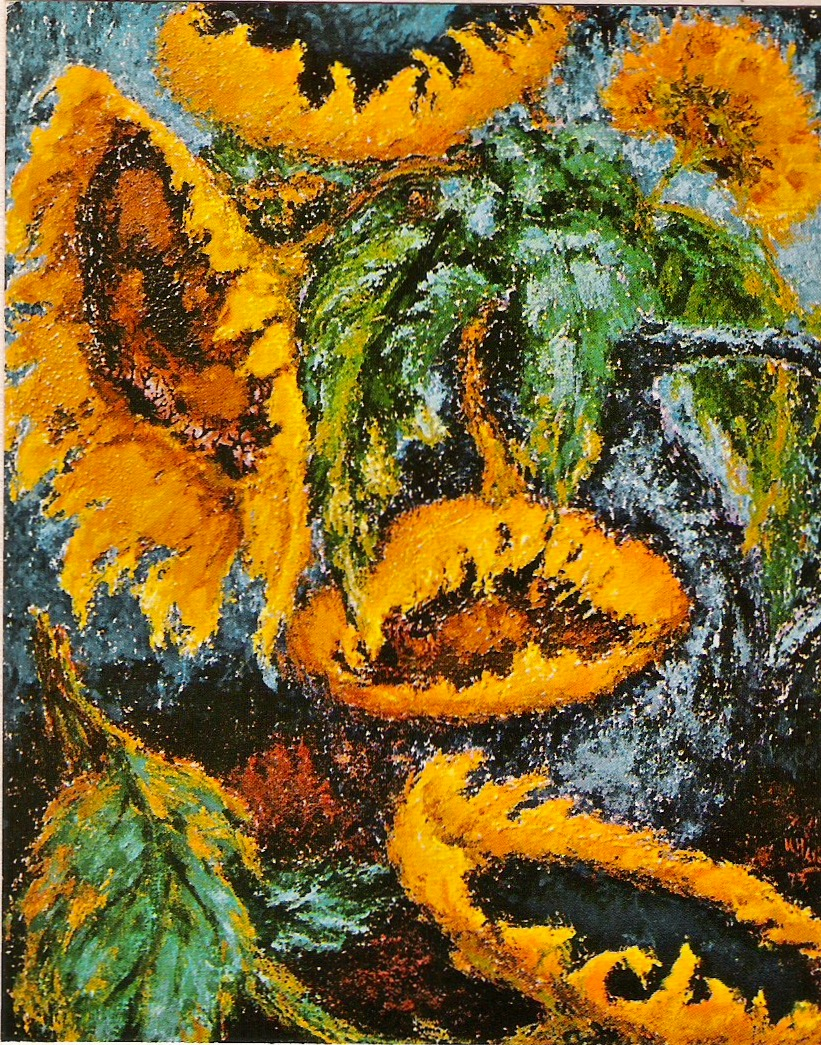
Sonnenblumen, 1973

- 1973: Sonnenblumen

## Ausstellungen
Mit seinen Bildern war Kluge beteiligt an Ausstellungen in vielen Städten in Westfalen, im Rheinland und in Berlin.
Anlässlich seines 100. Geburtstags haben die Töchter des Malers eine Ausstellung in der Galerie Stabenow in Stralsund organisiert.